# Casa e Capela do Engenho de São Miguel e Almas
A Casa e Capela do Engenho de São Miguel e Almas, em São Francisco do Conde, no estado da Bahia, é um conjunto arquitetônico tombado por sua importância cultural. Construído no século XVIII e tombado pelo Instituto do Patrimônio Histórico e Artístico Nacional (IPHAN) em 1944, através do processo de número 334.

## História
O engenho fazia parte das posses de José Pires de Carvalho, de acordo com a demarcação de terras do Conselho Ultramarino em 1797. Documentações de 1820 registram a propriedade contendo casa de moradia, fábrica e capela de pedra e cal. Atualmente, o conjunto encontra-se em avançado estado de arruinamento. Foi tombado pelo IPHAN em 1944, recebendo tombo histórico (Inscrição 235/1944) e Tombo de Belas Artes (Inscrição 302/1944).
Compõe o conjunto de Engenhos do Recôncavo Baiano, importantes para o conhecimento da chamada arquitetura do açúcar na Bahia.

## Arquitetura
Devido ao estado de arruinamento, podem-se identificar poucas coisas no monumento, restando a caixa de muros do sobrado e uma das sineiras da capela. A casa possuía planta retangular com circulação central e um apêndice do lado esquerdo com instalações de serviço. A fachada tinha predominância de cheios sobre vazios, e nas laterais predominavam os vazios e os vãos com cercaduras do tipo D. Maria I.
A capela tinha uma só nave, ladeada de arcarias. Sua fachada possuía uma porta e duas janelas de coro e era culminada por frontão de estilo barroco ladeada por duas espadanas imitando torres.